# Ihor Vozniak
Ihor Vozniak (ukrajinsky Ігор Возьняк; * 3. srpna 1952, Lipicy, Lvovská oblast, Sovětský svaz) je ukrajinský arcibiskup ukrajinské řeckokatolické církve a Archieparcha lvovský.